# 신바빌로니아 제국
신바빌로니아 제국 또는 바빌로니아 제2제국은 기원전 626년부터 기원전 539년까지 존재한 칼데아인의 바빌로니아 제국이다. 아모리인들이 주축이 된 고바빌로니아 제국과 달리 칼데아인들이 주축이 되었기 때문에 칼데아 제국이라고도 불린다.

## 역사
바빌로니아가 멸망한 이후 3세기 동안, 바빌로니아 지역은 아시리아에 의해 통치를 받았다. 아시리아의 전성기를 이끈 군주인 아슈르바니팔이 죽은 지 1년 후인 기원전 627년에, 아시리아 제국이 내전에 휘말리기 시작하자 이 상황을 기회로 삼은 나보폴라사르 아래에 반란을 일으킨 칼데아인들은 결국 기원전 612년에 니네베를 함락시키고 바빌론을 수도로 하는 칼데아인들의 왕국인 신바빌로니아를 건국하였다. 이후 신바빌로니아는 기원전 604년 경에 네부카드네자르 2세에 의해 이스라엘 왕국을 정복하고 바빌론의 문과 바빌론의 공중정원 등의 건축물들을 건설하는 등 최전성기를 맞이하였지만, 네부카드네자르 2세 사후 쇠퇴하기 시작한 신바빌로니아는 결국 기원전 539년에 동쪽에서 힘을 키워온 아케메네스조 페르시아의 키루스 2세에게 멸망했다.

## 문화
신바빌로니아 통치자들은 왕국의 전신인 바빌로니아의 문화를 계승하는 전통주의 정책을 추구했다. 비록 아람어가 일상언어가 되었음에도 불구하고 아카드어는 행정과 문화의 언어로 유지되었다. 1500년 전의 고고학적 표현들은 오랫동안 말하지 않았던 수메르어로 된 단어들과 함께 아카드어 비문들에 다시 소개되었다.